# Mudzenchoot Park
Mudzenchoot Park är en park i Kanada.   Den ligger i provinsen British Columbia, i den centrala delen av landet, 3 500 km väster om huvudstaden Ottawa. Mudzenchoot Park ligger 1 258 meter över havet. Den ligger vid sjön Mudzenchoot Lake.
Terrängen runt Mudzenchoot Park är huvudsakligen kuperad, men den allra närmaste omgivningen är platt. Trakten runt Mudzenchoot Park är nära nog obefolkad, med mindre än två invånare per kvadratkilometer.. Det finns inga samhällen i närheten. 
I omgivningarna runt Mudzenchoot Park växer i huvudsak barrskog.